# Киесель, Фредерик
Фредерик Киесель (фр. Frédéric Kiesel; 24 февраля 1923, Арлон — 15 февраля 2007, Брюссель) — бельгийский поэт, писатель
, литературный критик, публицист и журналист.

## Биография
Изучал право в Лувенском университете, где стал доктором наук. Участник Второй мировой войны. В 1944 году записался добровольцем в батальоны Северной Ирландии.
До 1956 года работал юристом в Арлоне. Занимался журналистикой, сначала в La Métropole в Антверпене (с 1956 по 1963 год), затем с 1963 по 1979 г. в La Cité в Брюсселе, где специализировался в области внешней политики. Автор ряда статей, особенно по Ближнему Востоку и странам Азии. Затем с 1979 по 1988 год работал в Pourquoi Pas?, продолжая заниматься литературной и музыкальную критикой.
Дебютировал в литературе в конце 1940-х — начале 1950-х годов. Писал на Валлонском языке. Автор эссе, биографий, журналистских расследований, таких как «Даллас, преступление без убийцы» (1966) об убийстве Кеннеди, или «Израильско-арабский тупик» (1972).
Опубликовал несколько сборников местных сказок и легенд об Арлоне, Арденнах, Гауме в Бельгии.
Основной литературной деятельностью его всегда была поэзия. С момента первой публикации «Что дал мне день» в 1954 году молодой поэт получил признание своих читателей и был удостоен премии Полака Королевской академии французского языка и литературы в Бельгии. Написанные поэтом сборники стихов, отмечены двумя другими поэтическими премиями в 1964 и 1974 годах.

## Избранные произведения
Поэзия
- Ce que le jour m’avait donné, À l’Enseigne du plomb qui fond, Dison, 1954.
- Élégies du temps et de l'été, Éditions du Verseau, Bruxelles, 1961.
- Printemps-Orphée, Julliard, collection Cahiers des Saisons, Paris, 1962.
- Le Cadran solaire, Éditions Le Borée, Lille, 1964 (collection Carrée, no 4).
- Herbe sur le chemin, Éditions du Verseau, Bruxelles, 1965.
- Pâques sauvages, Maison Internationale de la Poésie, Bruxelles, 1974.
- Nous sommes venus prendre des nouvelles des cerises, Éditions Ouvrières, Paris, 1982; Vie ouvrière, *Bruxelles, collection Enfance heureuse.
- L’Autre regard, Édition de L’Ardoisière, Attert, 1985.
- Fables et comptines, Bruxelles, Les Élytres du hanneton, 1992
- Le Sablier, Clapas, Aguessac, 1998.
- La Corne de brume, Éditions Académie luxembourgeoise, Arlon, 1999.
- L'Échelle de Jacob, Clapas, Aguessac, 2001.

Эссе
- Pierre Nothomb, Pierre De Méyère, Bruxelles, 1965.
- Dallas, un crime sans assassin, Pierre De Meyère, Bruxelles, 1966.
- Lucien Maringer ou la poésie de l’image, Éditions DMN, Bruxelles, 1967.
- Louis Dubrau, Pierre De Méyère, Bruxelles, 1970.
- L’impasse israélo-arabe, Éditions Vie Ouvrière, Bruxelles, 1972.
- Anne-Marie Kegels, Pierre De Méyère, Bruxelles, 1974.
- Le livre souvenir de Jean-Paul II en Belgique. 1. Jean-Paul II, ce pape inattendu que la Belgique attend. 2. La fête, essai, Didier-Hatier, Bruxelles, 1985.
- Charles Delaite, La Dryade, Virton, 1986.
- Rainer Maria Rilke. Le Livre d’Heures, (première traduction intégrale), accompagné d’un essai, Les heures d’un Dieu paradoxal, Éditions Le Cri, Bruxelles, 1990.
- Thomas Owen, les pièges du grand malicieux, Quorum, Ottignies, 1995.
- Philippe Leuckx, Dossier L no 59 fascicule 3, Service du Livre Luxembourgeois, Marche-en-Famenne, 2002.